# ۴۲۵ خیابان پنجم
۴۲۵ خیابان پنجم یک آسمان‌خراش واقع در ایالت نیویورک، ایالات متحده آمریکا می‌باشد. ساخت و ساز این ساختمان ۲۰۰۱ شروع شد و ۲۰۰۳ به پایان رسید. تعداد طبقاتش ۵۶ است.